# Marija Ivković Ivandekić
Marija Ivković Ivandekić (Mara Ivković Ivandekić) (salaš kod Đurđina, 10. rujna 1919. – 5. listopada 2006.), popularna "teta Mare", bila je naivna umjetnica u tehnici slame. Rodom je bačka Hrvatica.

## Životopis
Marija Ivković Ivandekić rodila se u brojnoj obitelji bunjevačkih Hrvata. 10. rujna 1919. godine na salašu koji se nalazio poviše đurđinskih dolova.
U ranoj mladosti počela se skrbiti za obitelj. Također se u dosta mladoj dobi počela baviti izradom umjetničkih djela od slame. Bila je velika vjernica i vrlo angažirana u župnom životu. Pripreme za Dužijancu u Đurđinu, a kasnije i u inim župama te u samoj Subotici, pridonijele su rafiniranju njena umjetničkog rada u slami. Prijateljstvo s njenom višegodišnjom suradnicom Katom Rogić je dovelo njen rad do savršenstva.
U razdoblju od 1961. do 1970. godine naraslo je zanimanje za izradu slika i skulptura od slame. U rad Likovne kolonije "Grupa Šestorice" tavankutskog hrvatskog KUD-a Matija Gubec se uključila 1965. godine., a prvi tečaj za pletenje slame i izrade slika od nje se održao na Marijinom salašu. Marija Ivković Ivandekić i Kata Rogić su bile dvije utemeljiteljice (od njih ukupno pet) koje su bile i učiteljicama ovakve vrste umjetničkog izražavanja, pri čemu je Marija tehnikom pletiva osobito zadužila HKPD Matija Gubec.
Marija Ivković Ivandekić, sestre Milodanović Ana, Teza i Đula, Kata Rogić i ostale poznate pletilje predmeta od žitne slame (perlica, ornamenata i kruna) za proslave Dužijance te za katedralnu crkvu u Subotici i u mjesnim crkvama (u Đurđinu, Maloj Bosni, Tavankutu, Žedniku i drugim selima) prvo su radile etnografske predmete kao što su dijademe, krune, perlice i vjerski simboli, a poslije su prešle na izradu slika od slame.
Ona i njezina prijateljica i višegodišnja suradnica Kata Rogić izradile su brojne radove vjerske tematike: krunu kraljice Jelene Solinske, maketu Višeslavove krstionice, sliku sv. Franje Asiškog u spomen 800. obljetnice njegovog rođenja, grb sv. Terezije Avilske (zaštitnice subotičke katedrale) u spomen 400. godišnjice njezine smrti, grb kardinala Franje Kuharića, grb pape Pavla VI., grb biskupa Lajče Budanovića, franjevački grb, karmelski grb i ost., kruna pape Pavla VI., zaj. rad Marije Ivković Ivandekić i Kate Rogić, izložen u Vatikanskome muzeju Kad je bilo politički opasno izrađivati krune, izrađivale su liturgijske simbole. Brojni njihovi zajednički radovi su završili kao darovi crkvenim velikodostojnicima.
Crkvu Isusa Radnika u Đurđinu krase slike od slame koje su izradile njih dvije Njezino životno djelo je Križni put u tehnici slame, kojeg je počela izrađivati zajedno s Katom Rogić 1997., a nakon Katine smrti, Marija ga je dovršila. Bio je izložen i u Zagrebu u Klovićevim dvorima. Ove slike su jedinstveni križni put u Katoličkoj crkvi na cijelome svijetu.
Bila je pripadnica skupine slikarica-slamarki koje su se 1980-ih aktivirale nakon dugogodišnjeg zamiranja aktivnosti Likovne sekcije. Osim nje, od obnoviteljica su bile i Anica Balažević, Matija Dulić, Kata Rogić, Rozalija Sarić, Marga Stipić i dr. Vremenom su im se pridružile i nove umjetnice (Đurđica Stantić i dr.). Godine 1986. je Likovna sekcija prerasla u Koloniju naive u tehnici slame. Sazivi tih kolonija su afirmirali Mariju Ivković Ivandekić i već prije poznate kolegice, ali i nove članice kolonije. Jedan od njezinih najpoznatijih radove je grb države Vatikan koji se nalazi u vatikanskom veleposlanstvu u Beogradu.
Sudjelovala je na više stotina skupnih izložba, a osim toga, održala je i tri samostalne izložbe. (u Đurđinu u Domu kulture, 1986., u Borovu u Domu kulture 6. ožujka 1987., u Domu JNA u Borovu 19. lipnja 1987.)). Njezina djela i djela napravljena zajedno s Katom Rogić bila su izložena u Hrvatskoj u galeriji FER-a: njezina samostalna djela Prva postaja križnog puta (1989.), Kruna (1985.), Godina Duha Svetoga (1998.), Portret sluge Božjeg Gerarda Stantića (1994.) i djela koja je napravila zajedno s Katom Rogić: Višeslavova krstionica (1976.), Seoba Bunjevaca (1986.), Križ i očenaše (1961.) i Zaštita svetog Josipa (1987.). Prva izložba na kojoj je ikad sudjelovala je bila izložba Tražimo najljepši suvenir 23. do 30. srpnja 1966. u Zagrebu.
Osim radove vjerske tematike, izrađivala je i svakojake predmete od slame kojima se prikazivao svakodnevni život bunjevačkih Hrvata: radove, običaje, sve što okružuje običan svijet. Velik broj njezinih djela je dijelom stalne postave izložbe slamarskih radova u Pastoralnom centru đurđinske župe, radovi za katedralne proslave žetvenih svečanosti se nalaze u zbirci dijecezanskog muzeja Sv. Terezije, a zajednički radovi s Katom Rogić se nalaze u brojnim biskupskim i kardinalskim kurijama, nuncijaturama i veleposlanstvima. Njezini radovi bili su i simbolima Dužijance koje su nosili bandaš i bandašica, primjerice 2000. godine, "kruna"-slika, 2002. godine, njezina "kruna" koja predstavlja kalež koji je postavljen na misal, a pokraj njega nalaze se i dva grozda., 2003. godine Biblija s krunicom, 2006. godine, "kruna" koja prikazuje karmelićanski grb i koja je izrađena u povodu, 50. obljetnice smrti o. Gerarda Tome Stantića.
O njezinom radu i radu kolegica slamarki Ane Milodanović, Teze Milodanović, Đule Milodanović Kujundžić i Kate Rogić napisao je kulturni djelatnik bačkih Hrvata Lazar Ivan Krmpotić 2001. godine monografiju Umjetnost u tehnici slame.
Pojavila se u poznatom dokumentarnom filmu Ive Škrabala Slamarke divojke iz 1970. godine, zajedno s Margom Stipić (iz Tavankuta), Ružom Dulić (iz Tavankuta), Katom Rogić (iz Đurđina), Anicom Balažević, Tezom Vilov (iz Bikova) i Ruškom Poljaković (iz Đurđina).
Imenovana je za doživotnu članicu Katoličkog instituta za kulturu, povijest i duhovnost "Ivan Antunović".
Umrla je 5. listopada 2006., a pokopana je u Žedniku 7. prosinca 2006. godine.

## Nagrade
- Za svoje rad dobila je nagradu Pro urbe 2004. godine.[2]

## Spomen
- 2011. se godine našla na poštanskim markama maketa Katedrale sv. Terezije Avilske izrađena od slame te kruna od slame koju je izradila s Katom Rogić 1973. godine.[15] U istoj seriji su djela Jozefine Skenderović i Augustina Jurige.[15]

## Vanjske poveznice
- HKPD Matija Gubec Tavankut  Arhivirana inačica izvorne stranice od 13. ožujka 2016. (Wayback Machine) Stranice posvećene prijašnjim članicama Likovne kolonije
- Radio Subotica, program na hrvatskom  Arhivirana inačica izvorne stranice od 10. ožujka 2016. (Wayback Machine) Ljudevit Vujković Lamić: In memoriam: Marija Ivković Ivandekić - teta Mara, 7. prosinca 2006., preuzeto 21. ožujka 2011.
- HKPD Matija Gubec Tavankut  Arhivirana inačica izvorne stranice od 4. veljače 2014. (Wayback Machine) Dio sudionika Kolonije naive u tehnici slame, Tavankut, 1986. (Marija Ivković Ivandekić je u gornjem redu, prva slijeva)
- HKPD Matija Gubec Tavankut  Arhivirana inačica izvorne stranice od 4. veljače 2014. (Wayback Machine) Sudionici Šestog susreta Prve Jugoslavenske kolonije slamarki, Tavakut, 1991. (Marija Ivković Ivandekić je u gornjem redu, treća slijeva)
- HKPD Matija Gubec Tavankut  Arhivirana inačica izvorne stranice od 4. veljače 2014. (Wayback Machine) Otvorenje izložbe:"Izložba slamarki iz Tavankuta", u Budimpešti (Mađarska),1996. (Marija Ivković Ivandekić je u gornjem redu, treća slijeva)
- HKPD Matija Gubec Tavankut  Arhivirana inačica izvorne stranice od 4. veljače 2014. (Wayback Machine) Mara Ivković Ivandekić: Čoban s ovcama, slama, 1967.
- HKPD Matija Gubec Tavankut  Arhivirana inačica izvorne stranice od 4. veljače 2014. (Wayback Machine) Mara Ivković Ivandekić: Kruna za u Subotici